# 斯特拉季諾湖
54°53′46″N 32°40′53″E / 54.89611°N 32.68139°E
斯特拉季諾湖（俄语：Страдино），是俄羅斯的湖泊，位於該國西部斯摩棱斯克州，由卡爾德莫夫斯基區負責管轄，長0.47公里、寬0.03公里，海拔高度170米，平均水深1.5米，最大水深3米。